# Ehrenfried Patzel
Ehrenfried Patzel (Chabařovice, 1914. december 2. – Büdingen, 2004. március 8.) világbajnoki ezüstérmes csehszlovák válogatott labdarúgókapus.
A csehszlovák válogatott tagjaként részt vett az 1934-es világbajnokságon.

## Sikerei, díjai
Csehszlovákia
- Világbajnoki döntős (1): 1934